# オオカバマダラ
オオカバマダラ（大樺斑・学名Danaus plexippus ）は、タテハチョウ科マダラチョウ亜科に分類されるチョウの一種である。

## 名前の由来
英名の「Monarch butterfly（帝王蝶）」は、主な体色がオレンジ色であることから、イングランド王オレンジ公ウィリアム3世に敬意を表して付けられた名である、とする説がある。
和名は「大きく、樺色で、まだら模様を持つ蝶」の意。

## 分布
アメリカ大陸では、本種はカナダ南部から南アメリカ北部まで分布する。また、バミューダ諸島、クック諸島、ハワイ、キューバ、その他のカリブ海諸島、ソロモン諸島、ニューカレドニア、ニュージーランド、パプアニューギニア、オーストラリア、アゾレス諸島、カナリア諸島、マデイラ諸島、ポルトガル本土、ジブラルダル、フィリピン、モロッコ、フランス領ギアナ、ガラパゴス諸島等にも分布する。 迷行の結果、イギリスに現れる場合もある。日本においては僅かに迷行の記録があるが、定着していない。

## 特徴
翅開長は9.4〜10.5cm程度。成虫の羽には、黒、・オレンジ・白のまだら模様がある。オスのほうがやや大きい。
幼虫は餌であるトウワタの葉に含まれる、捕食者にとって有毒なステロイドを体内に蓄えている。この毒は成虫も持ち続けている。これが捕食者への防御となっており、例えばコウライウグイスの場合、本種を食べても吐き出してしまう。ただしシメには免疫があり、本種を問題なく食べることができる。なお、成虫は様々な種類の植物の蜜を餌としている。
また、オスがフェロモンを得るために、幼虫の体液を摂取する行動が報告されている。
本種の鮮やかな体色は、捕食者に有毒であることを知らせるための警戒色である。カバイロイチモンジ （Viceroy、Limenitis archippus）等、 オオカバマダラの翅色に似せた擬態（ベイツ型擬態）をすることで身を守るチョウも知られている。

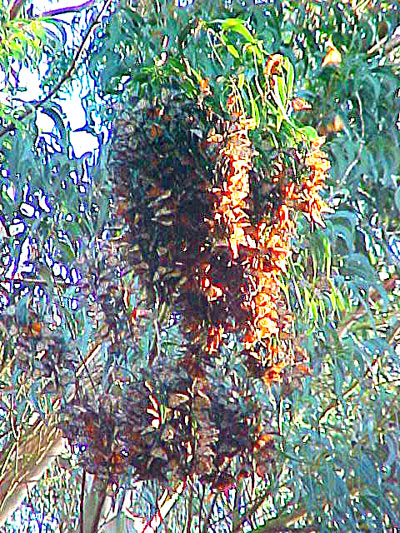
木の枝に鈴なり状態に群がった成虫

本種は、4000kmほどの距離を移動することでも知られている。ただし、1往復に複数の世代を要するため、鳥類の行う渡りとは異なる。また、なぜ移動を行うかについては定説が無い。
ロッキー山脈の東側の個体群は、メキシコのミチョアカン州に移動して越冬する。一方、西側の個体群はカリフォルニア州の海岸で越冬する。 なお、この2つの個体群の間に遺伝的差異は存在しない。越冬地では、集まったチョウの重みで枝がしなることもあるという。
春には北方への移動が行われる。メスはこの移動中に産卵する。 
渡りの際には、太陽や磁気コンパスを頼りにして進んでいると考えられている。

## 分類
以下の亜種が存在するとされる。ただし異説もある。
- D. p. plexippus

- D. p. nigrippus (Richard Haensch、1909)

- D. p. megalippe (Jacob Hübner, [1826]) - 渡りを行わない。

- D. p. leucogyne (Arthur G. Butler, 1884)

- D. p. portoricensis Austin Hobart Clark, 1941

- D. p. tobagi Austin Hobart Clark, 1941

## 保護の現状
越冬地となる森林が多く伐採された事により、オオカバマダラの個体数は減少している。10億匹近くのオオカバマダラが姿を消した、という旨の推計さえ存在する。原因は主に、トウワタ及びオオカバマダラの生息地が破壊された事であると言われている。気候変動、殺虫剤、伝染病等も本種にとっての脅威となる可能性がある。
北アメリカ諸国では、越冬地を保護区とする、トウワタを栽培する、といった保護活動が行われている。なお、越冬地をエコツーリズムに利用する事が、本種に悪影響を与えるのではないかとの指摘もなされている。カナダ政府は、本種を特別懸念（Special Concern）に指定している。

## 人間との関係
様々な組織や個人がタグ付けプログラムに参加しており、渡りのパターンを研究するために役立てられている。
アラバマ州、アイダホ州、イリノイ州、ミネソタ州、テキサス州、バーモント州、ウェストバージニア州の「州の昆虫」に指定されている。アメリカの「国の虫」にノミネートされた事もある。
メキシコにおいては、オオカバマダラが越冬のために飛来する時期が死者の日の時期と一致するため、親族の霊が蝶の姿をとって戻ってくるものと信じられてきた。

## ギャラリー

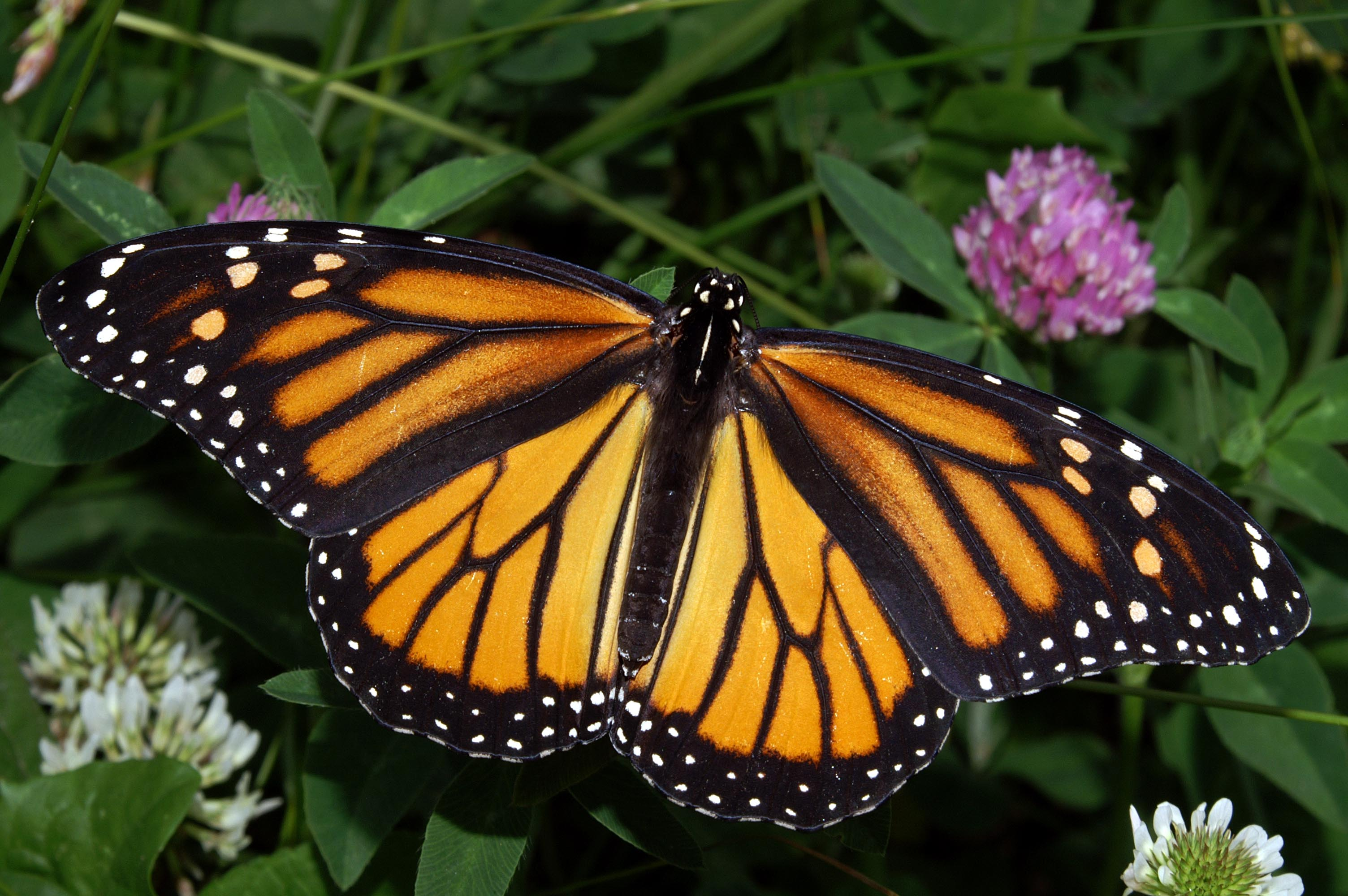
翅を開いた様子
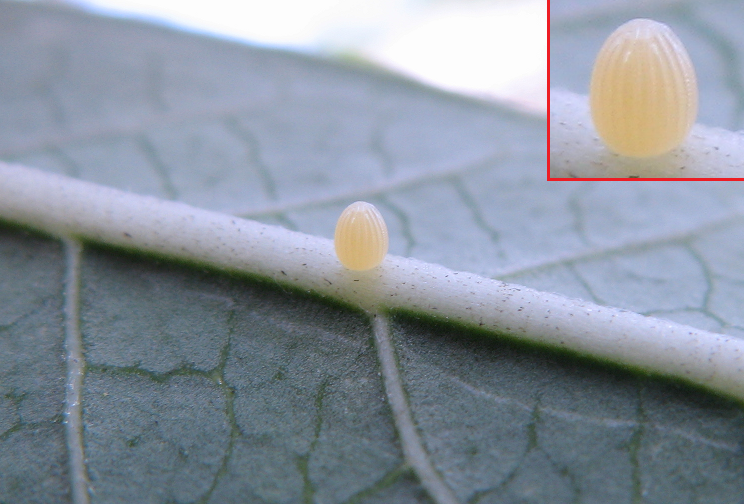
卵
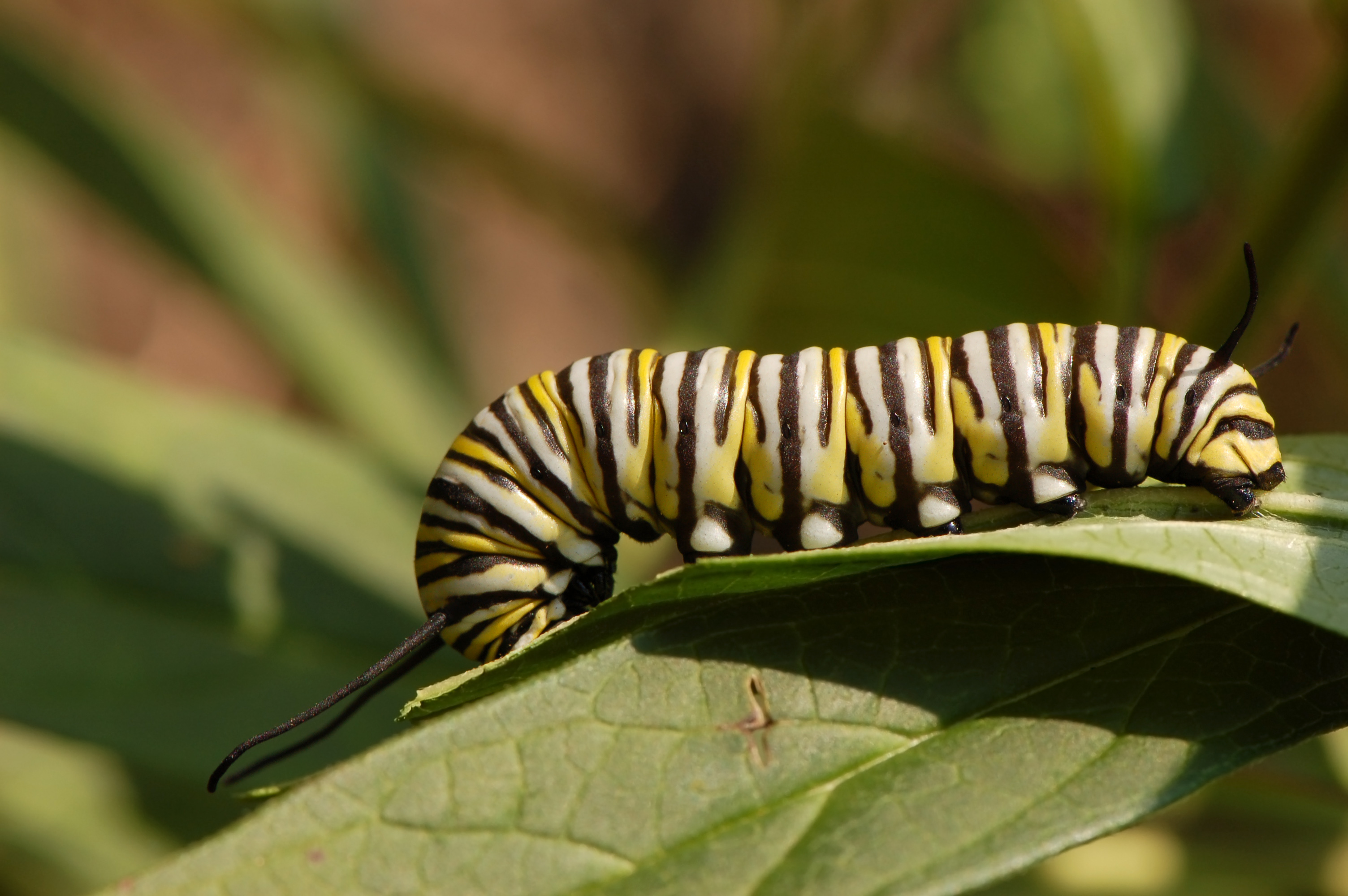
幼虫
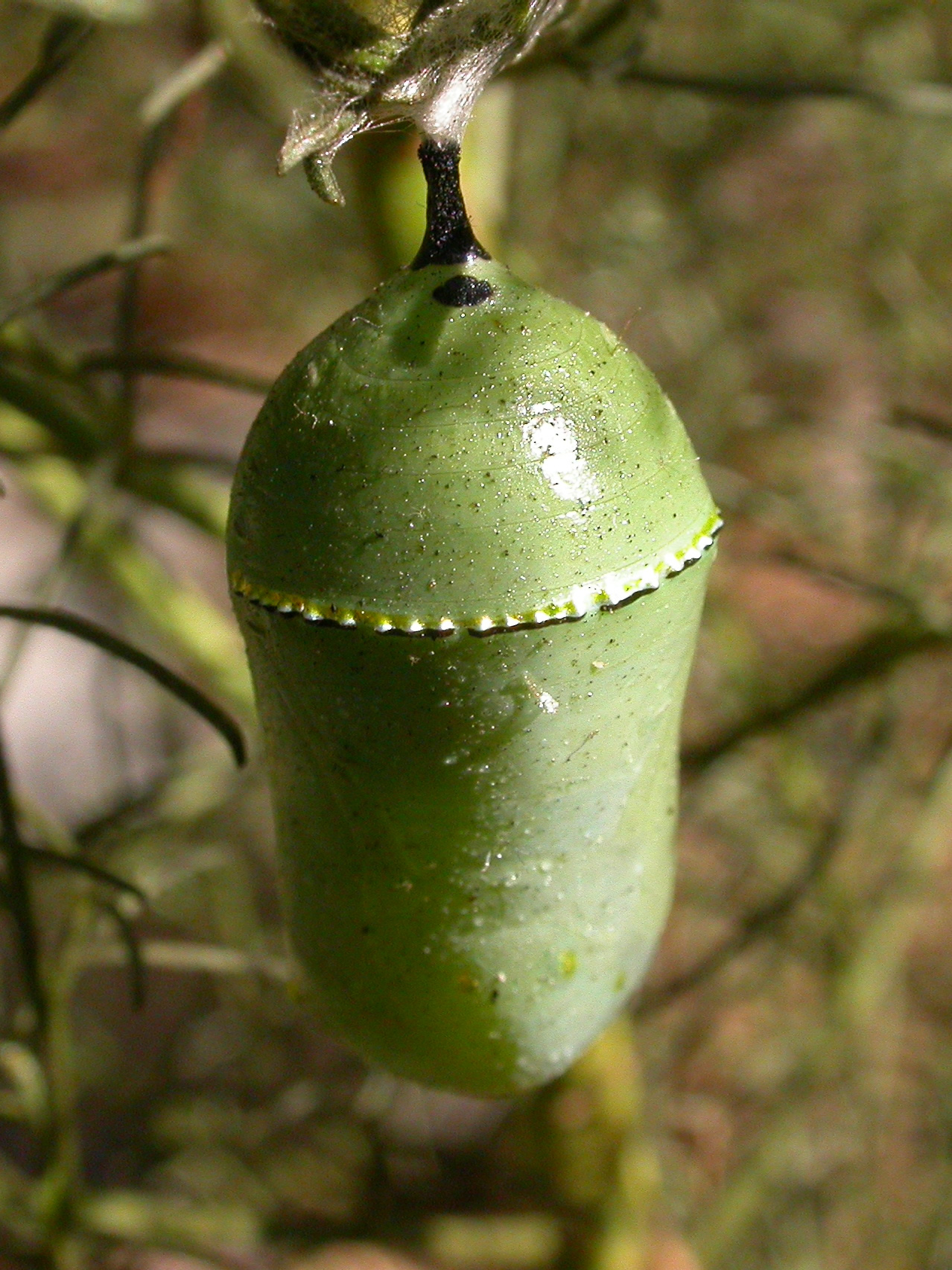
蛹
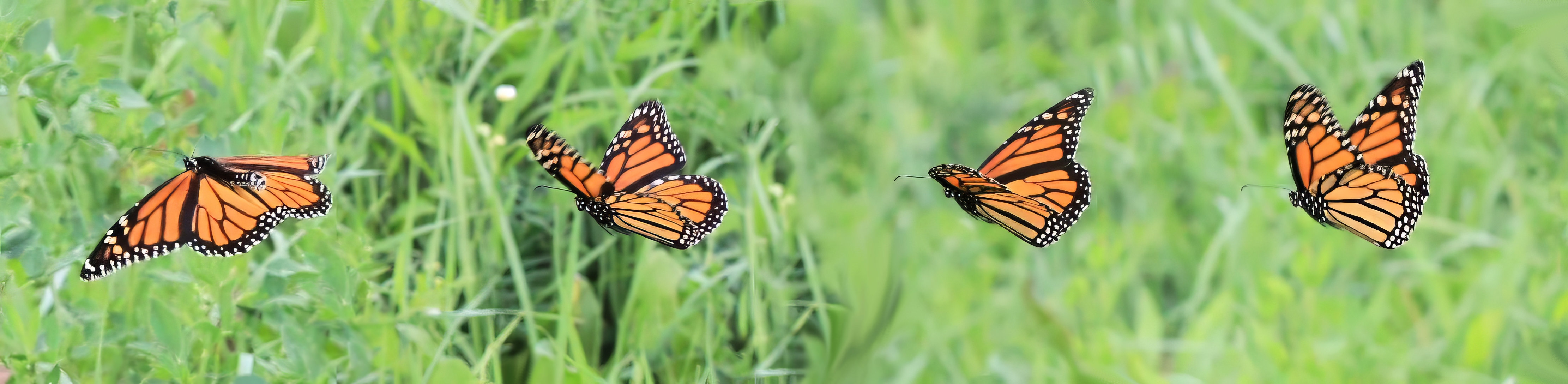
飛翔